# Murray-Valley-Nationalpark
Der Murray-Valley-Nationalpark ist ein Nationalpark im Süden des australischen Bundesstaates New South Wales, etwa 35 Kilometer südlich von Deniliquin.
Der Park in der Riverina-Region besteht aus verschiedenen, nicht komplett zusammenhängenden früheren Staatsforsten am Nordufer des Murray River. Er entstand im Juli 2010 aus der Zusammenfassung des Barooga State Forest, des Boomanoomana State Forest, des Curowa State Forest, des Cottadidda State Forest, des Native Dog State Forest, des Niemur State Forest, des Noorong State Forest, des Tholobin State Forest, des Thornley State Forest, des Tuppal State Fores, des Wetuppa State Forest, des Whymoul State Forest und des Woperana State Forest. Dazu kamen Teile des Gulpa Island State Forest, des Millewa State Forest und des Moira State Forest. Südlich des Flusses schließt sich in Victoria der Barmah-Nationalpark an.
Der Nationalpark, der sich etwa 150 Kilometer entlang des Flusses zieht, hat eine Gesamtfläche von 41.601 Hektar und wird vom National Parks and Wildlife Service verwaltet. Die Wälder bestehen hauptsächlich aus River Red Gum (Eucalyptus camaldulensis). Teile des Parks sind Ramsar-Schutzgebiete.